# Evropská čtvrť
Evropská čtvrť je neoficiální název oblasti odpovídající přibližně trojúhelníku mezi Bruselským parkem, parkem Cinquantenaire a Leopoldovým parkem v Bruselu. Oblast je charakteristická vysokou koncentrací administrativních budov evropských institucí. Nejvýznamnější ulicí této oblasti je Rue de la Loi. 

## Budovy

### Budovy Evropské rady a Rady Evropské unie
- Lex
- Europa
- Justus Lipsius

### Budovy Evropské komise
- Charlemagne building / Budova Karla velikého
- Berlaymont
- Triangle building
- Breydel building

### Budovy Evropského parlamentu
- komplex budov Espace Léopold

## Galerie
- Lex building
- Europa building
- Justus Lipsius
- Charlemagne building
- Berlaymont
- Triangle building
- Breydel building
- Altiero Spinelli building
- jednací místnost
- Rue de la Loi